# Zoran Zaev
Zoran Zaev (in macedone Зоран Заев) (Strumica, 8 ottobre 1974) è un politico macedone.
È il leader del partito Unione Socialdemocratica di Macedonia dal 2013.
È stato Primo ministro della Repubblica di Macedonia del Nord, eletto dalla Sobranie, dal 31 maggio 2017 al 3 gennaio 2020. Ha assunto di nuovo questa carica dal 30 agosto 2020 al 17 gennaio 2022.
Avendo vinto per tre volte consecutive le elezioni amministrative, è stato sindaco di Strumica dal 22 marzo 2005 al 22 dicembre 2016.

## Biografia
Zoran Zaev è nato l'8 ottobre 1974 a Strumica. 
Dopo aver frequentato le elementari e le scuole superiori nella sua città natale, si iscrisse alla facoltà di economia dell'università di Skopje, dove si laureò nel 1997. Sempre nella stessa università, conseguì il dottorato in economia monetaria.

### Attività politica
Zaev divenne membro della Unione Socialdemocratica di Macedonia nel 1996. Fu eletto come leader della sezione regionale del partito a Strumica due volte e come deputato tra il 2003 e il 2005.
Divenne vicepresidente del partito tra il 2006 e il 2008. Servì come sindaco di Strumica dal 2005 a 2016, vincendo tre elezioni consecutive.
Dopo le dimissioni di Branko Crvenkovski nel 2013, divenne il nuovo leader del partito.
Il 31 maggio 2017 salì a capo del governo sostenuto da una coalizione che vedeva accanto al suo anche i due partiti della minoranza albanese Unione Democratica per l'Integrazione e Alleanza per gli Albanesi.
Il 1º agosto 2017 ha siglato con il suo omologo Bojko Borisov un trattato d'amicizia e cooperazione con la Bulgaria che prevede il sostegno di quest'ultima nel processo d'adesione della Macedonia all'Unione europea e di risolvere le controversie sull'interpretazione della storia comune dei due paesi.
Il 12 giugno 2018 ha raggiunto un compromesso con il Primo ministro greco Alexīs Tsipras sull'annosa controversia sul nome del suo paese; questo ha così portato alla firma di un accordo che pone fine alla disputa, avvenuta il successivo 17 giugno presso il lago Prespa. In Macedonia esso ha subito un iter controverso di approvazione, che ha visto una forte contrapposizione tra la maggioranza parlamentare e il presidente Gjorge Ivanov; ciononostante il 30 luglio è stata approvata la legge che prevede la conferma dell'accordo tramite un referendum consultivo che si è tenuto il 30 settembre 2018. L'esito della consultazione ha visto una netta prevalenza dei favorevoli all'accordo, ma con un'affluenza alle urne del solo 36,91% degli elettori che non ha permesso di rendere valido il referendum. Zaev ha comunque dichiarato che avrebbe presentato al parlamento le riforme costituzionali previste dall'accordo e, in caso di una loro mancata approvazione, avrebbe fatto ricorso alle elezioni anticipate.
Ha promosso il disegno di legge costituzionale per il cambio di nome, che il 12 gennaio 2019 il parlamento ha approvato in via definitiva con il voto favorevole di 81 parlamentari su 120, più della maggioranza richiesta dei due terzi.
A seguito dei ripetuti rinvii dell'apertura dei negoziati di adesione all'Unione europea, causati soprattutto dalla contrarietà del presidente francese Emmanuel Macron, ha rassegnato le dimissioni il 3 gennaio 2020, lasciando spazio ad un governo di transizione che guidasse il paese alle elezioni anticipate.
Dopo le elezioni parlamentari, l'SDSM ha vinto il maggior numero di seggi ma non ha raggiunto la maggioranza assoluta. Il 18 agosto, l'SDSM e l'Unione Democratica per l'Integrazione (BDI) hanno annunciato di aver raggiunto un accordo su un governo di coalizione e un compromesso sulla questione di un primo ministro di etnia albanese. In base all'accordo, il leader dell'SDSM Zoran Zaev resterà primo ministro e ricoprirà tale posizione fino a non oltre 100 giorni dalle successive elezioni parlamentari (governo a rotazione); allora, il BDI proporrà un candidato di etnia albanese come primo ministro, e se entrambe le parti saranno d'accordo sul candidato, quegli resterà in carica fino alle elezioni. Il 30 agosto è stata approvata dal parlamento una coalizione dei partiti allineati all'SDSM, BDI e il Partito Democratico degli Albanesi.
Ha ufficializzato le dimissioni il 23 dicembre 2021, motivandole con il risultato insoddisfacente ottenuto dal suo partito alle elezioni amministrative di fine ottobre. Tali dimissioni sono divenute effettive il 17 gennaio 2022 al momento dell'insediamento del nuovo governo guidato da Dimitar Kovačevski